# Serra da Chela

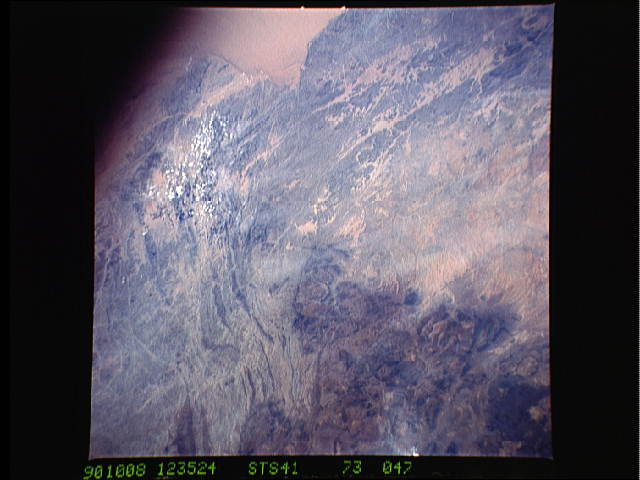
Imagem de satélite da Serra da Chela

A Serra da Chela é uma grande cordilheira da África Austral. Está disposta numa direção norte-sul, localizando-se entre as fronteiras das províncias do Namibe e Huíla, e entre o Namibe e Cunene, em Angola. É considerada uma extensão da Grande Escarpa da África Austral, ao norte e oeste do vale do rio Cunene.
Seus pontos culminantes, que chegam até aos 2306 metros, estão entre as mais altas do país.